# 生物转盘
生物轉盤（Rotating Biological Contactor，簡稱RBC），亦作旋轉生物圓盤，RBC法為利用附著於圓盤上之微生物群以去除廢水中有機性污染物處理法。RBC法之圓盤部分或完全浸沒在廢水中（通常使用40%），軸透過馬達驅動不斷旋轉，在圓盤表面上形成生物膜，從而降解廢水中所含之有機物。透過增加浸水率，反應器內變得越來越厭氧，這可能有利於需要降低溶氧之程序，例如脫硝反應。

## 影響性能之因素
圓盤材質、圓盤表面形狀、圓盤間隔、圓盤直徑、浸水率、旋轉速度、水力停留時間、有機負荷、水力負荷、溶氧、溫度等。